# یوسوکه گوتو
یوسوکه گوتو (انگلیسی: Yusuke Goto؛ زادهٔ ۲۳ آوریل ۱۹۹۳) بازیکن فوتبال اهل ژاپن است.